# Karl Bergsten
För andra betydelser, se Carl Bergsten (olika betydelser).
Karl Gustaf Bergsten, född 9 februari 1869, död 21 januari 1953 i Stockholm, var en svensk affärsman, konstsamlare och generalkonsul.
Bergsten var ursprungligen järnvägstjänsteman. Vid sekelskiftet ingick han äktenskap med den förmögna Dagmar Weinberg (1876–1960) och parets dotter Elisabeth var gift med Sune Malmström. Tillsammans med finansmannen Klas Fåhraeus gjorde han därefter stora och vinstgivande aktieaffärer och lyckades, genom att i god tid före deflationskrisen 1920–1922 sälja av innehavet, bevara en stor förmögenhet.

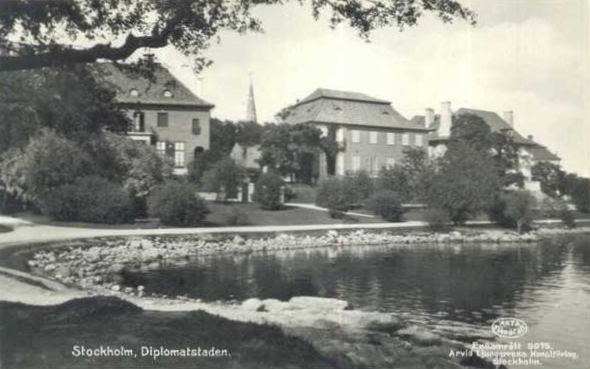
Villa Dagmar i mitten.

På 1920-talet förvärvade paret Villa Geber i Diplomatstaden, Stockholm, vilken därefter kom att kallas Villa Dagmar.
Under åren 1900–1950 byggde Bergsten upp en omfattande samling av dyrbara konstverk, däribland verk av gamla flamländska och italienska mästare, europeiska, företrädesvis franska, möbelverk från 1700- och 1800-talen, bronser och klassiska skulpturer. Konstverken inkluderade verk av Tizian, Rubens, Velázquez och Sergel. En katalog över samlingen på franska trycktes 1925, för konsten författad av Karl Madsen och för skulpturerna av Karl Asplund.
Karl Bergsten donerade även en del av de samlade konstverken, bland andra Den heliga familjen av den spanske konstnären B.E. Murillo, till Nationalmuseum i Stockholm. 
Bergsten var även en tidig golfspelare. Makarna Bergsten är begravda på Norra begravningsplatsen utanför Stockholm.